# Zemětřesení na Jávě (1699)
Ráno 5. ledna 1699 ničivé zemětřesení zasáhlo Nizozemskou východní Indii, nejvíce tehdejší hlavní město Batavia (dnešní Jakarta) na ostrově Jáva. Nizozemské zprávy o této události popsaly zemětřesení jako „tak těžké a silné“ a nesrovnatelné s jinými známými zemětřeseními. Zemětřesení bylo pocítěno na celém ostrově Jáva a na Sumatře. 

## Tektonická oblast
Indonéské ostrovy Jáva, Sumatra a Malé Sundy leží podél tektonicky aktivního ložiska, kde se sráží Australská deska se Sundskou deskou. Desky se sbíhají, přičemž Australská deska je mnohem hustší, protože se jedná o oceánskou litosféru a subdukuje pod méně hustou Sundskou desku. Subdukce je zodpovědná za velká megatahová zemětřesení podél západního pobřeží Sumatry a jižního pobřeží Jávy. Pohyby desek hrají také důležitou roli při vulkanické aktivitě na ostrovech. Zemětřesení mohou také nastat během toho, co se australská deska deformuje a mohou vést k otřesům ve střední hloubce. 

## Zemětřesení
Nejméně 28 lidí v Batávii bylo smrtelně zraněných a 49 kamenných staveb se během zemětřesení zřítilo. Zničeno bylo také 21 domů a 29 stodol. Téměř na každém domě ve městě byly znát stopy po zemětřesení. Zemětřesení také zapříčinilo také pád mnoho stromů, které zablokovaly cesty, vodní toky a říční systémy. Ze sopky Salak se ze zřítilo mnoho půdy, což zavalilo několik řek a způsobilo záplavy. Vegetace i ruiny se kvůli záplavám dostaly do řeky Ciliwung, dopluly až do Batávie a vpluly do Jávského moře. 
V přístavní osadě Bantam, nyní Banten, zemětřesení zničilo skladiště a způsobilo další škody. V Lampungu na Sumatře zemětřesení svrhlo každý dům ze základů. V Lampungu zemřelo více než 100 lidí.

## Epicentrum
Charakteristika události není přesně určena, ale s největší pravděpodobností šlo o velké středně hluboké zemětřesení. Podle šetření znalců bylo zemětřesení o síle 9 stupňů magnitudy podél Sundské desky. Pokud by se jednalo o zemětřesení na straně Australské desky, bylo by o síle 7,4 až 8 stupňů magnitudy s epicentrem v Batávii a v délce 100 km. 
V dnešní době by zemětřesení o stejné síle a ve stejné oblasti způsobilo smrt okolo 100 tisíc lidí vzhledem k vyšší zalidněnosti. 